# Und dann steht einer auf und öffnet das Fenster
Und dann steht einer auf und öffnet das Fenster ist ein deutscher Fernsehfilm von Till Endemann aus dem Jahr 2022, der nach einem Drehbuch von Astrid Ruppert entstand. Das Filmdrama um eine an Krebs erkrankte Fotografin und einen alleinerziehenden und verwitweten Vater basiert auf dem gleichnamigen Roman von Susann Pásztor und hat Iris Berben, Godehard Giese und Claude Heinrich in den Hauptrollen. Der Film wurde zur Hauptsendezeit am Karfreitag, den 7. April 2023 im Rahmen der Reihe Endlich Freitag im Ersten erstmals im Fernsehen ausgestrahlt. Seine Premiere feierte der Film aber schon am 31. August 2022, auf dem 18. Festival des deutschen Films in Ludwigshafen.

## Handlung
Die Mittsechzigerin Karla hat ein vor allem selbstbestimmtes und wildes Leben als Fotografin, die bekannte Bands auf ihren Tourneen begleitete, hinter sich. Als sie die Diagnose Bauchspeicheldrüsenkrebs bekommt, wird ihr klar, dass ihr nur noch wenig Zeit bleiben wird, um ihr Leben „abzuwickeln“ und den Nachlass zu regeln. Hilfe bekommt sie in dieser Situation durch den ehrenamtlichen Sterbebegleiter Fred, für den Karla die erste Klientin darstellt. Dementsprechend unsicher verläuft dann auch das erste Treffen der beiden, was Karla zweifeln lässt, ob der Beistand eines Sterbebegleiters das Richtige für sie ist.
Fred ist verwitwet und arbeitet beruflich als Verkehrsplaner. Er ist ein eher rationaler Mensch und findet zu Karla nicht den rechten Draht. Karla hingegen versteht sich schnell recht gut mit Freds Sohn Phil. Der schreibt Gedichte, liebt Lyrik und nimmt an Poetry Slams teil – Karla ist beeindruckt.
Um sein Taschengeld aufzubessern, übernimmt er für Karla die Aufgabe, tausende ihrer Filmnegative zu digitalisieren, die praktisch ihr Lebenswerk darstellen. Durch die Besuche bei Karla lernt Phil auch die nur ein paar Jahre ältere Rona kennen, die dort im gleichen Haus wohnt und seinerseits fälschlicherweise für eine Prostituierte gehalten wird, was ihn fasziniert.
Bei den regelmäßigen Treffen von Phil und Karla sprechen die beiden offen und unkompliziert miteinander und kommen sich so näher. Das wirkt sich auch positiv auf das eher komplizierte Vater-Sohn-Verhältnis aus, in dem Fred und Phil seit dem Tod der Ehefrau und Mutter feststecken.
Auch Fred gelingt es im weiteren Verlauf der Handlung, sich Karla und auch seinem Sohn gegenüber zu öffnen. Die entstandenen Freundschaften aller Protagonisten helfen letztendlich, Karlas Tod zu verarbeiten und Bestand zu haben.

## Produktion
Und dann steht einer auf und öffnet das Fenster wurde im Auftrag der ARD Degeto von der Bavaria Fiction für Das Erste produziert.
Die Dreharbeiten zum Film fanden unter dem gleichnamigen Arbeitstitel im Zeitraum vom 7. September bis zum 5. Oktober 2021 in Berlin statt.
Für den Ton zeichnete Jürgen Göpfert verantwortlich, für das Szenenbild Monika Nix, für das Kostümbild Maria Schicker und für die Maske Adella Selzer sowie Stephanie Adam. Die Kamera führte Bjørn Haneld – als verantwortliche Redakteure zeichneten Stefan Kruppa und Christoph Pellander für die Degeto Film.

## Rezeption

### Einschaltquoten
Die Erstausstrahlung von Und dann steht einer auf und öffnet das Fenster wurde in Deutschland am 7. April 2023 von 2,41 Millionen Zuschauern gesehen und erreichte damit einen Marktanteil von 9,2 % für Das Erste. Aus der Zielgruppe der 14- bis 49-jährigen Zuschauer sahen sich 0,18 Millionen den Film an, was einem Marktanteil von 3,3 % entsprach.

### Auszeichnungen
Festival des deutschen Films 2022
- Auszeichnung als Beste Schauspielerische (Ensemble)Leistung (Iris Berben, Godehard Giese, Claude Heinrich)[5]
- Gewinner Publikumspreis Rheingold[5]
- Nominierung für den Filmkunstpreis Beste Regie
- Nominierung für den Filmkunstpreis Bestes Drehbuch
- Nominierung für den Filmkunstpreis Bester Film

### Kritik
Das Lexikon des internationalen Films vergibt zweieinhalb von fünf Sternen und resümiert: „Das Drama verschränkt die Geschichte einer Sterbe-Vorbereitung mit einer problembelasteten Vater-Sohn-Beziehung und vermeidet mit ihren leicht verschrobenen Figuren Sentimentalität. Allerdings weicht der Film auch dem Ernst seines Themas aus und gerät bei der Vermittlung seiner aufmunternden Botschaften mehr und mehr betulich.“